# Club Sporting Alberto Secada
El Club Sporting Alberto Secada, conocido como Alberto Secada, fue un club de fútbol peruano perteneciente al distrito de Callao, de la Provincia Constitucional del Callao. Jugó en el torneo de Primera División del Perú de 1928.

## Historia
El club Sporting Alberto Secada fue un club de fútbol peruano, del distrito de Callao. En sus inicios, practicó el fútbol con otros equipos chalacos contemporáneos. Luego amplió sus encuentros contra equipos procedentes de diferentes partes de Lima. Su nombre es en homenaje al político chalaco Alberto Secada Sotomayor.
En el año 1926, asciende junto a Alianza Callao a la División Intermedia de 1927, ambos provenientes de la Liga Deportiva Chalaca. En la División Intermedia de 1927 logró alcanzar el segundo lugar. Al año siguiente, fue promovido a la Primera División de 1928. Alberto Secada, integró el Grupo 1 del Torneo. Alianza Lima, Atlético Chalaco, Sportivo Tarapacá Ferrocarril, Sportivo Unión, Alianza Chorrillos, Unión Santa Catalina, Lawn Tennis de la Exposición y Association Alianza fueron sus rivales que le tocó enfrentar en su grupo.
Al final del campeonato, quedó último en su grupo y perdió la categoría. Retornó a la División Intermedia para la temporada 1929.  

## Datos del club
- Temporadas en Primera División: 1 (1928).
- Temporadas en División Intermedia: 2  (1927, 1929).

## Enlaces
- http://www.rsssf.com/tablesp/peruhist.html
- Equipos fútbol del Cercado de Lima
- Primera División de 1928